# Morpho cyaneobasalis
Morpho cyaneobasalis är en fjärilsart som beskrevs av Le Moult 1933. Morpho cyaneobasalis ingår i släktet Morpho och familjen praktfjärilar. Inga underarter finns listade i Catalogue of Life.